# 朝鮮拌飯

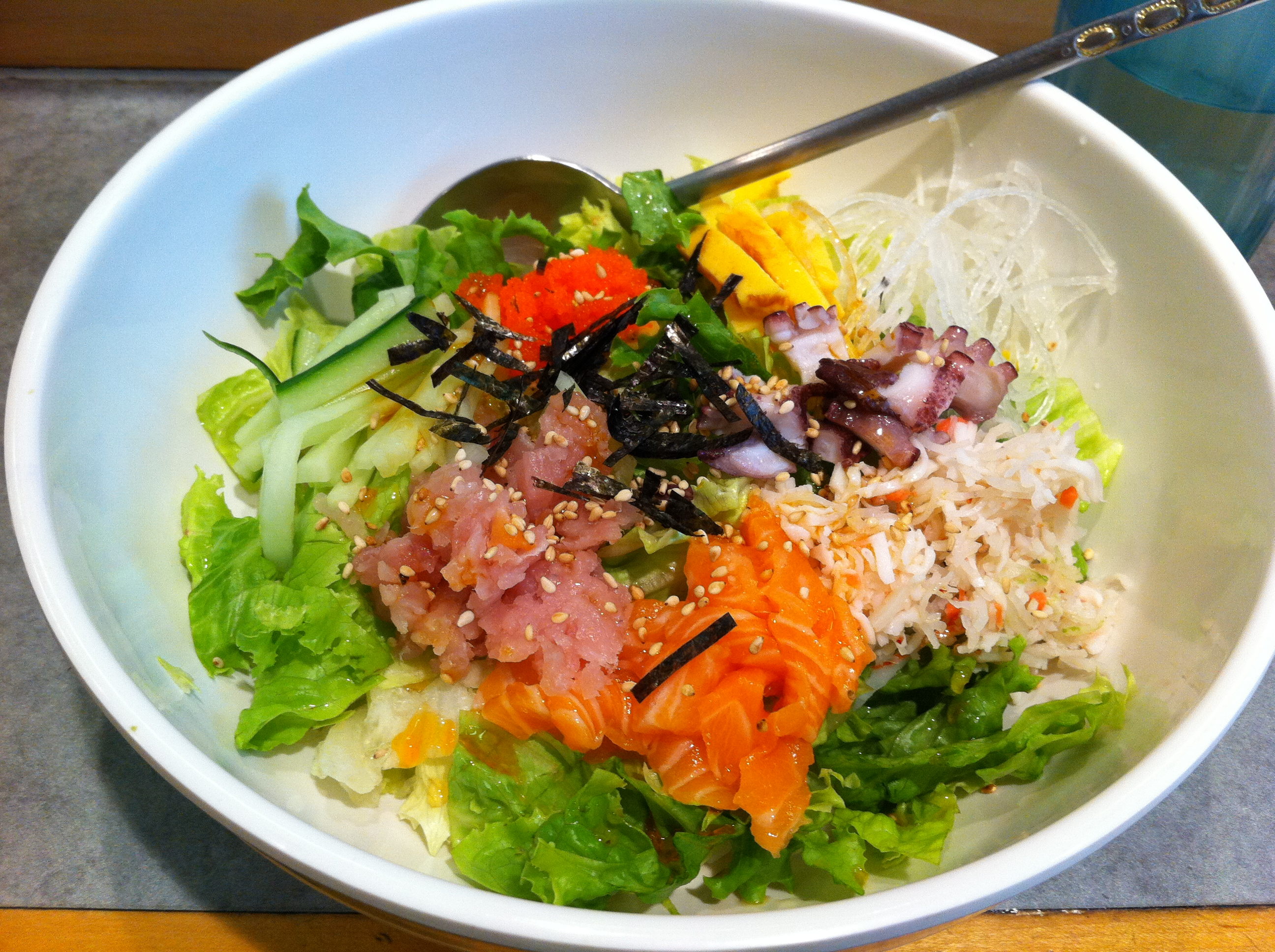
海鮮拌飯

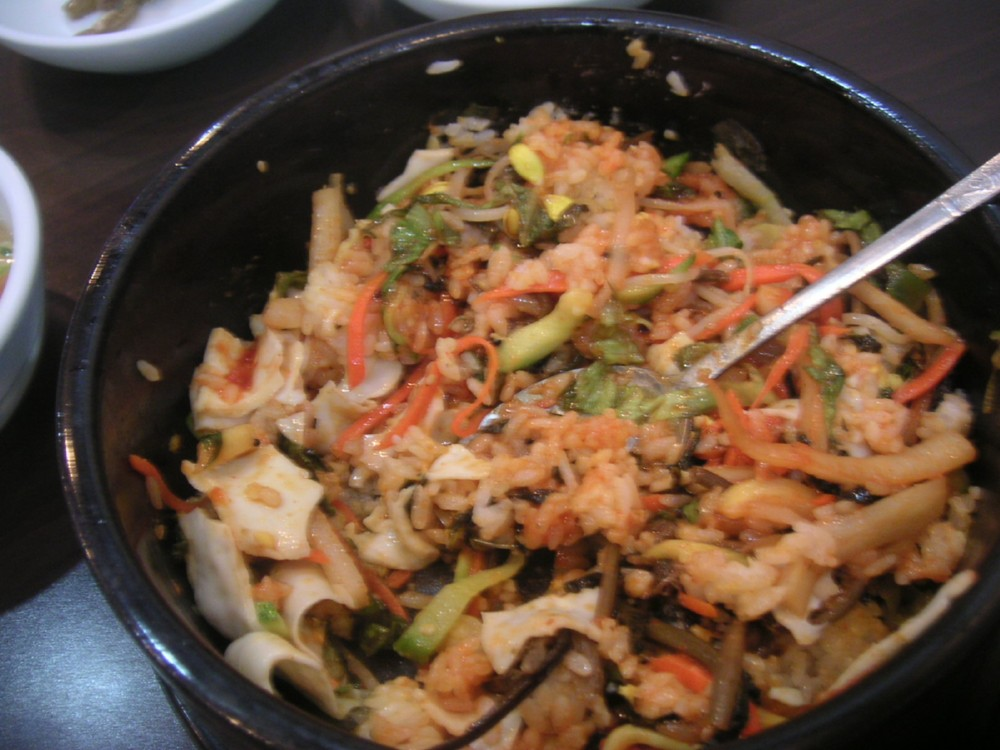
拌飯拌勻後的樣子

韓式拌飯（韩语： bibimbap或／ gyoban）是朝鲜半岛以及中国东北地区黑龙江、吉林、辽宁朝鲜族特有的米饭料理，又稱石鍋拌飯，台灣亦有音譯為乒乓飯、嗶嗶飯，是一種著名的韓國菜，材料有飯、炒過並加上調味的蔬菜、牛肉、雞蛋和韓式辣醬。可以熱食冷食，食用時把材料拌勻。

## 原料和制作方法
拌飯所用的蔬菜包括切絲的，黃瓜、櫛瓜、胡萝卜、萝卜、冬菇、海苔、桔梗、蕨、菠菜和豆芽菜。肉類可以雞肉或海鮮替代。亦有供素食者享用的拌飯。
除了用一般容器，也有用石碗或銅碗盛裝，最著名的稱為石頭拌飯，是鍋飯的一種，以熱石碗盛載材料，塗上麻油，靠近碗面的米飯會變得色澤金黃，口感香脆。亦有採用黃銅作盛器。以食譜據說來自朝鮮宮廷飲食的全州最聞名，其次是晉州。
上桌的石鍋拌飯顏色繽紛，光用眼睛看就非常夠味；以韓國人篤信的「五行說」，配成五種能量色彩——紅、綠、黃、白、黑，所以必有的配料包括紅蘿蔔、小黃瓜、蛋黃、魚蛋、海苔，當然最重要的就是澆上一大瓢紅到發亮的韓國辣醬，以及香脆的鍋粑，這時就可用力、迅速的攪拌均勻，讓配料與辣醬充分沾著於米粒上，若喜愛鍋粑口感，可將米飯往鍋底向下壓得更密實，讓石鍋的溫度烘烤米飯。

## 省級非物質文化遺產
2021年12月，「朝鮮族石鍋拌飯製作技藝」被登錄為「吉林省省級非物質文化遺產」，申報地區為延边朝鲜族自治州。事隔3年后，韓國國家遺產廳方才掌握石鍋拌飯被列入中國地方級文化遺產，對此，韓國外交部指出中方做法「扭曲歷史」，並對中韓人民「友誼」造成「負面」影響。

## 外部連結
- 韩国首尔市官方旅游网页- 拌饭（中文）